# Collsuspina
Collsuspina è un comune spagnolo situato nella comunità autonoma della Catalogna.